# Psectrotanypus brevicornis
Psectrotanypus brevicornis är en tvåvingeart som beskrevs av Jean-Jacques Kieffer 1923. Psectrotanypus brevicornis ingår i släktet Psectrotanypus och familjen fjädermyggor.
Artens utbredningsområde är Polen. Inga underarter finns listade i Catalogue of Life.